# Rafael Andrade Navarrete
Rafael Andrade Navarrete, né à Ardales le 25 février 1856 et mort à Madrid le 21 juin 1928, est un avocat et homme politique espagnol.

## Carrière
Membre du Parti libéral-conservateur, il commença sa carrière politique comme député de la circonscription de Teruel aux élections de 1896, ainsi qu'aux élections successives jusqu'en 1920. En 1921 il fut nommé sénateur à vie (« por derecho propio »).
Il fut ministre de l'Instruction publique et des Beaux Arts entre le 25 octobre et le 9 décembre 1915 ainsi qu'entre le 11 juin et le 3 novembre 1917, dans les deux cas dans des gouvernements présidés par Eduardo Dato.
Il fut également président du Conseil d'État.